# Juniorvärldsmästerskapen i rodel
Juniorvärldsmästerskapen i rodel är ett världsmästerskap för juniorer som årligen arrangeras av International Luge Federation. För att räknas som junior måste den tävlande vara mellan 19 och 21 år.
Juniorvärldsmästerskapen i rodel har arrangerats sedan 1982 med grenarna damsingel, herrsingel och herrdubbel. 1991 tillkom en lagtävling och 2022 tillkom damdubbel.

## Medaljörer

### Herrsingel
| År   | Ort                  | Guld                                     | Silver                                 | Brons                                  |
| 1982 | Lake Placid          | Hans-Joachim Schurack Östtyskland        | Torsten Görlitzer Östtyskland          | Franz Lechleitner Österrike            |
| 1984 | Bludenz              | Jens Müller Östtyskland                  | Frank Trebeß Östtyskland               | Andrej Ustjuhin Sovjetunionen          |
| 1986 | Schönau am Königssee | Maximilian Burghardtswieser Västtyskland | Heiko Wietasch Östtyskland             | Arnold Huber Italien                   |
| 1988 | Valdaora             | Kurt Brugger Italien                     | Wilfried Huber Italien                 | Gerhard Plankensteiner Italien         |
| 1990 | Winterberg           | Gerhard Plankensteiner Italien           | Jan Kohoutek Tjeckoslovakien           | Norbert Gatz Västtyskland              |
| 1991 | Schönau am Königssee | Ralf Kutzner Tyskland                    | Norbert Gatz Tyskland                  | Christian Pfnür Tyskland               |
| 1992 | Sapporo              | Robert Pipkins USA                       | Armin Zöggeler Italien                 | Sebastian Schiffner Tyskland           |
| 1993 | Sigulda              | Armin Zöggeler Italien                   | Rainer Margreiter Österrike            | Markus Kleinheinz Österrike            |
| 1994 | Igls                 | Armin Zöggeler Italien                   | Lawrence Dolan USA                     | Rainer Margreiter Österrike            |
| 1995 | Lake Placid          | Markus Kleinheinz Österrike              | Lawrence Dolan USA                     | Tony Benshoof USA                      |
| 1996 | Calgary              | Markus Kleinheinz Österrike              | Adam Heidt USA                         | Tyler Seitz Kanada                     |
| 1997 | Oberhof              | Robert Fegg Tyskland                     | Henning Kirchner Tyskland              | Andreas Soppelsa Italien               |
| 1998 | Sigulda              | Mārtiņš Rubenis Lettland                 | Robert Fegg Tyskland                   | Nicholas Sullivan USA                  |
| 1999 | Igls                 | Martin Abentung Österrike                | Frank Soccal Tyskland                  | Kyle Connelly Kanada                   |
| 2000 | Altenberg            | Martin Abentung Österrike                | David Möller Tyskland                  | Kyle Connelly Kanada                   |
| 2001 | Lillehammer          | David Möller Tyskland                    | Mike Moffat Kanada                     | Jan Eichhorn Tyskland                  |
| 2002 | Igls                 | David Möller Tyskland                    | Patrick Schürer Tyskland               | Jonathan Myles USA                     |
| 2003 | Schönau am Königssee | Denis Bertz Tyskland                     | Patrik Dietzsch Tyskland               | Logan Gastio USA                       |
| 2004 | Calgary              | Andreas Graitl Tyskland                  | Matt McMurray Kanada                   | Daniel Pfister Österrike               |
| 2005 | Winterberg           | Valerij Bespalov Ryssland                | Manuel Pfister Österrike               | Ritvars Steins Lettland                |
| 2006 | Altenberg            | Felix Loch Tyskland                      | Daniel Pfister Österrike               | Peter Fischer Tyskland                 |
| 2007 | Cesana Torinese      | Felix Loch Tyskland                      | Manuel Pfister Österrike               | Wolfgang Kindl Österrike               |
| 2008 | Lake Placid          | Wolfgang Kindl Österrike                 | Felix Loch Tyskland                    | Robert Huerbin USA                     |
| 2009 | Nagano               | Julian von Schleinitz Tyskland           | Sascha Benecken Tyskland               | Semën Pavličenko Ryssland              |
| 2010 | Igls                 | Julian von Schleinitz Tyskland           | Semën Pavličenko Ryssland              | Sascha Benecken Tyskland               |
| 2011 | Oberhof              | Julian von Schleinitz Tyskland           | Georg Reumschüssel Tyskland            | Dominik Fischnaller Italien            |
| 2012 | Schönau am Königssee | Vladimir Pitilimov Ryssland              | Dominik Fischnaller Italien            | Georg Reumschüssel Tyskland            |
| 2013 | Park City            | Dominik Fischnaller Italien              | Emanuel Rieder Italien                 | David Gleirscher Österrike             |
| 2014 | Igls                 | Toni Gräfe Tyskland                      | Christian Paffe Tyskland               | Aleksandr Stepičev Ryssland            |
| 2015 | Lillehammer          | Roman Repilov Ryssland                   | Tucker West USA                        | Nico Gleirscher Österrike              |
| 2016 | Winterberg           | Roman Repilov Ryssland                   | Kristers Aparjods Lettland             | Maximilian Jung Tyskland               |
| 2017 | Sigulda              | Kristers Aparjods Lettland               | Nico Gleirscher Österrike              | Max Langenhan Tyskland                 |
| 2018 | Altenberg            | Max Langenhan Tyskland                   | David Nößler Tyskland                  | Paul-Lukas Heider Tyskland             |
| 2019 | Igls                 | Max Langenhan Tyskland                   | Bastian Schulte Österrike              | Lukas Gufler Italien                   |
| 2020 | Oberhof              | Moritz Bollmann Tyskland                 | Gints Bērziņš Lettland                 | David Nößler Tyskland                  |
| 2021 | Winterberg           | inställd på grund av covid-19-pandemin   | inställd på grund av covid-19-pandemin | inställd på grund av covid-19-pandemin |
| 2022 | Winterberg           | Matvej Perestoronin Ryssland             | Florian Müller Tyskland                | Matthew Greiner USA                    |
| 2023 | Bludenz              | Kaspars Rinks Lettland                   | Marco Leger Tyskland                   | Hannes Röder Tyskland                  |
| 2024 | Lillehammer          | Marco Leger Tyskland                     | Matthew Greiner USA                    | Kaspars Rinks Lettland                 |
| 2025 | Sankt Moritz         | Paul Socher Österrike                    | Marco Leger Tyskland                   | Noah Kallan Österrike                  |

### Damsingel
| År   | Ort                  | Guld                                   | Silver                                 | Brons                                  |
| 1982 | Lake Placid          | Jelena Buslajeva Sovjetunionen         | Christiane König Östtyskland           | Martina Kühnel Östtyskland             |
| 1984 | Bludenz              | Irina Kusakina Sovjetunionen           | Olimpiada Nikitina Sovjetunionen       | Olga Titjanova Sovjetunionen           |
| 1986 | Schönau am Königssee | Nadesjda Stjmitova Sovjetunionen       | Susi Erdmann Östtyskland               | Veronika Oberhuber Italien             |
| 1988 | Valdaora             | Gerda Weissensteiner Italien           | Dana Riedel Östtyskland                | Svetlana Vargas Sovjetunionen          |
| 1990 | Winterberg           | Monika Greilinger Västtyskland         | Barbara Niedernhuber Västtyskland      | Jean Roos Östtyskland                  |
| 1991 | Schönau am Königssee | Barbara Niedernhuber Tyskland          | Jean Roos Tyskland                     | Helena Dudas Tyskland                  |
| 1992 | Sapporo              | Sonja Manzenreiter Österrike           | Tanja Painsi Österrike                 | Bethany Calcaterra USA                 |
| 1993 | Sigulda              | Sonja Manzenreiter Österrike           | Simone Eder Österrike                  | Sandra Prokoff Tyskland                |
| 1994 | Igls                 | Angelika Wiedemann Tyskland            | Bethany Calcaterra USA                 | Sonja Manzenreiter Österrike           |
| 1995 | Lake Placid          | Maryann Baribault USA                  | Claudia Schramm Tyskland               | Heike Schüler Tyskland                 |
| 1996 | Calgary              | Maryann Baribault USA                  | Sonja Wiedemann Tyskland               | Gabi Bender Tyskland                   |
| 1997 | Oberhof              | Britta Steinmetz Tyskland              | Maryann Baribault USA                  | Anke Wischnewski Tyskland              |
| 1998 | Sigulda              | Gabi Bender Tyskland                   | Maryann Baribault USA                  | Anke Wischnewski Tyskland              |
| 1999 | Igls                 | Margarita Klimenko Ryssland            | Anna Tielke Tyskland                   | Veronika Halder Österrike              |
| 2000 | Altenberg            | Julia Schäfer Tyskland                 | Brenna Margol USA                      | Rebecca Wilczak USA                    |
| 2001 | Lillehammer          | Nicole Oliveira USA                    | Courtney Zablocki USA                  | Brenna Margol USA                      |
| 2002 | Igls                 | Nina Reithmayer Österrike              | Maria Feichter Italien                 | Tatjana Hüfner Tyskland                |
| 2003 | Schönau am Königssee | Anja Eberhardt Tyskland                | Tatjana Hüfner Tyskland                | Corinna Martini Tyskland               |
| 2004 | Calgary              | Natalie Geisenberger Tyskland          | Nina Reithmayer Österrike              | Corinna Martini Tyskland               |
| 2005 | Winterberg           | Madeleine Teuber Tyskland              | Natalie Geisenberger Tyskland          | Julia Clukey USA                       |
| 2006 | Altenberg            | Natalie Geisenberger Tyskland          | Stefanie Sieger Tyskland               | Madeleine Teuber Tyskland              |
| 2007 | Cesana Torinese      | Natalie Geisenberger Tyskland          | Stefanie Sieger Tyskland               | Lisa Liebert Tyskland                  |
| 2008 | Lake Placid          | Kate Hansen USA                        | Lisa Liebert Tyskland                  | Carina Schwab Tyskland                 |
| 2009 | Nagano               | Madeleine Teuber Tyskland              | Carina Schwab Tyskland                 | Lisa Liebert Tyskland                  |
| 2010 | Igls                 | Carina Schwab Tyskland                 | Sandra Gasparini Italien               | Kate Hansen USA                        |
| 2011 | Oberhof              | Dajana Eitberger Tyskland              | Katrin Rudolph Tyskland                | Luzie Löscher Tyskland                 |
| 2012 | Schönau am Königssee | Aileen Frisch Tyskland                 | Nathalie Burkhardt Tyskland            | Katrin Rudolph Tyskland                |
| 2013 | Park City            | Emily Sweeney USA                      | Caroline von Schleinitz Tyskland       | Nathalie Burkhardt Tyskland            |
| 2014 | Igls                 | Andrea Vötter Italien                  | Sandra Robatscher Italien              | Julia Taubitz Tyskland                 |
| 2015 | Lillehammer          | Jessica Tiebel Tyskland                | Viktorija Demtjenko Ryssland           | Sandra Robatscher Italien              |
| 2016 | Winterberg           | Julia Taubitz Tyskland                 | Tina Müller Tyskland                   | Alisa Dengler Tyskland                 |
| 2017 | Sigulda              | Jessica Tiebel Tyskland                | Tatiana Tcvetova Ryssland              | Olesja Michajlenko Ryssland            |
| 2018 | Altenberg            | Jessica Tiebel Tyskland                | Tatiana Tcvetova Ryssland              | Jessica Degenhardt Tyskland            |
| 2019 | Igls                 | Cheyenne Rosenthal Tyskland            | Verena Hofer Italien                   | Jessica Degenhardt Tyskland            |
| 2020 | Oberhof              | Jessica Degenhardt Tyskland            | Diana Loginova Ryssland                | Lisa Schulte Österrike                 |
| 2021 | Winterberg           | inställd på grund av covid-19-pandemin | inställd på grund av covid-19-pandemin | inställd på grund av covid-19-pandemin |
| 2022 | Winterberg           | Jessica Degenhardt Tyskland            | Sofija Mazur Ryssland                  | Merle Fräbel Tyskland                  |
| 2023 | Bludenz              | Julianna Tunytska Ukraina              | Barbara Allmaier Österrike             | Alexandra Oberstolz Italien            |
| 2024 | Lillehammer          | Antonia Pietschmann Tyskland           | Embyr-Lee Susko Kanada                 | Anka Jänicke Tyskland                  |
| 2025 | Sankt Moritz         | Margita Sirsniņa Lettland              | Josephine Buse Tyskland                | Antonia Pietschmann Tyskland           |

### Herrdubbel
| År   | Ort                  | Guld                                                | Silver                                           | Brons                                          |
| 1982 | Lake Placid          | Jörg Hoffmann Jochen Pietzsch Östtyskland           | Michael Schäder Frank Trebeß Östtyskland         | Siegfried Federer Günther Huber Italien        |
| 1984 | Bludenz              | Vasilij Karpov Sergej Nagowizyn Sovjetunionen       | René Keller Lutz Kühnlenz Östtyskland            | Robert Manzenreiter Markus Schmidt Österrike   |
| 1986 | Schönau am Königssee | Uwe Reindl Maximilian Burghardtswieser Västtyskland | Igor Uthin Andrej Trussov Sovjetunionen          | Stefan Krauße Jan Behrendt Östtyskland         |
| 1988 | Valdaora             | Marco Ernst Olaf Paschold Östtyskland               | Jason Mully Lance Kirley USA                     | Kurt Brugger Wilfried Huber Italien            |
| 1990 | Winterberg           | Frank-Peter Barnekow Sandro Zettl Östtyskland       | Albert Demtjenko Aleksej Zelenskij Sovjetunionen | Dmitrij Makartjuk Andrej Muchin Sovjetunionen  |
| 1991 | Schönau am Königssee | Jens Tauscher René Hohner Tyskland                  | Steffen Skel Steffen Wöller Tyskland             | Leszek Szarejko Adrian Przechewka Polen        |
| 1992 | Sapporo              | František Pekar Martin Duchek Tjeckoslovakien       | Markus Schiegl Tobias Schiegl Österrike          | Grant Dustin Chris Coughlin USA                |
| 1993 | Sigulda              | Andris Neparts Sandris Bērziņš Lettland             | Danil Čaban Andrej Klimentiev Ryssland           | Klavs Vasks Sandris Levzenieks Lettland        |
| 1994 | Igls                 | Danil Čaban Aleksandr Zubkov Ryssland               | Markus Fluckinger Hannes Egger Österrike         | André Florschütz Falk Rossmann Tyskland        |
| 1995 | Lake Placid          | Christian Niccum Matthew McClain USA                | Tony Benshoof Lawrence Dolan USA                 | Karol Rusnak Jaroslav Slávik Slovakien         |
| 1996 | Calgary              | Christian Niccum Matthew McClain USA                | Markus Kleinheinz Alexander Reutz Österrike      | Nikolaj Bogovič Vasilij Sutko Ryssland         |
| 1997 | Oberhof              | Christian Niccum Matthew McClain USA                | Michael Sachse Nico Zink Tyskland                | Christian Oberstolz Patrick Gruber Italien     |
| 1998 | Sigulda              | Christian Niccum Matthew McClain USA                | Sebastian Schmidt André Forker Tyskland          | Steffen Dundr Jan Eichhorn Tyskland            |
| 1999 | Igls                 | Steffen Dundr Jan Eichhorn Tyskland                 | Christian Pfalz Martin Biedermann Tyskland       | Grant Albrecht Mike Moffat Kanada              |
| 2000 | Altenberg            | Patrick Anderson Brian Wohlleb USA                  | Grant Albrecht Mike Moffat Kanada                | Sergej Dobrinin Sergej Čudinov Ryssland        |
| 2001 | Lillehammer          | Patrick Anderson Brian Wohlleb USA                  | Grant Albrecht Mike Moffat Kanada                | Andreas Linger Wolfgang Linger Österrike       |
| 2002 | Igls                 | Preston Griffall Dan Joye USA                       | Franz König Christian Kontny Tyskland            | Marcel Lorenz Christian Baude Tyskland         |
| 2003 | Schönau am Königssee | Preston Griffall Dan Joye USA                       | Samuel Edney Lewis Gwyn Kanada                   | Ivan Nevmeržickij Vladimir Prochorov Ryssland  |
| 2004 | Calgary              | Peter Penz Georg Fischler Österrike                 | Samuel Edney Lewis Gwyn Kanada                   | Tobias Wendl Tobias Arlt Tyskland              |
| 2005 | Winterberg           | Tobias Wendl Tobias Arlt Tyskland                   | Ronny Pietrasik Christian Weise Tyskland         | Sandro Stielicke Carl Pelzer Tyskland          |
| 2006 | Altenberg            | Tobias Wendl Tobias Arlt Tyskland                   | Ronny Pietrasik Christian Weise Tyskland         | Christopher Mazdzer Garon Thorne USA           |
| 2007 | Cesana Torinese      | Toni Eggert Marcel Oster Tyskland                   | Tobias Wendl Tobias Arlt Tyskland                | Christopher Mazdzer Jayson Terdiman USA        |
| 2008 | Lake Placid          | Toni Eggert Marcel Oster Tyskland                   | Christopher Mazdzer Jayson Terdiman USA          | Oskars Gudramovičs Pēteris Kalniņš Lettland    |
| 2009 | Nagano               | Nico Walther Nico Grünneker Tyskland                | Daniel Rothamel Chris Rohmeiß Tyskland           | Tristan Walker Justin Snith Kanada             |
| 2010 | Igls                 | Nico Walther Nico Grünneker Tyskland                | Daniel Rothamel Chris Rohmeiß Tyskland           | Ludwig Rieder Patrick Rastner Italien          |
| 2011 | Oberhof              | Ludwig Rieder Patrick Rastner Italien               | Nico Grüßner Toni Förtsch Tyskland               | Robin Geueke David Gamm Tyskland               |
| 2012 | Schönau am Königssee | Nico Grüßner Toni Förtsch Tyskland                  | Robin Geueke David Gamm Tyskland                 | Tim Brendel Florian Funk Tyskland              |
| 2013 | Park City            | Tim Brendel Florian Funk Tyskland                   | Julius Löffler Florian Küchler Tyskland          | Tyler Andersen Anthony Espinoza USA            |
| 2014 | Igls                 | Thomas Steu Lorenz Koller Österrike                 | Florian Gruber Simon Kainzwaldner Italien        | Florian Löffler Manuel Stiebing Tyskland       |
| 2015 | Lillehammer          | Florian Löffler Manuel Stiebing Tyskland            | Evgenij Evdokimov Aleksej Grosjev Ryssland       | Stanislav Malcev Oleg Faschutdinov Ryssland    |
| 2016 | Winterberg           | David Trojer Philip Knoll Österrike                 | Florian Löffler Manuel Stiebing Tyskland         | Nico Semmler Johannes Pfeiffer Tyskland        |
| 2017 | Sigulda              | Hannes Orlamünder Paul Gubitz Tyskland              | Vsevolod Kasjkin Konstantin Korsjunov Ryssland   | Grigorij Voloskov Michail Dementev Ryssland    |
| 2018 | Altenberg            | Ivan Nagler Fabian Malleier Italien                 | Hannes Orlamünder Paul Gubitz Tyskland           | Vsevolod Kasjkin Konstantin Korsjunov Ryssland |
| 2019 | Igls                 | Hannes Orlamünder Paul Gubitz Tyskland              | Dmitrij Butjnev Daniil Kilsejev Ryssland         | Andrej Sjander Semon Mikov Ryssland            |
| 2020 | Oberhof              | Dmitrij Butjnev Daniil Kilsejev Ryssland            | Max Ewald Jakob Jannusch Tyskland                | Michail Karnauchov Jurij Tjirva Ryssland       |
| 2021 | Winterberg           | inställd på grund av covid-19-pandemin              | inställd på grund av covid-19-pandemin           | inställd på grund av covid-19-pandemin         |
| 2022 | Winterberg           | Eduards Ševics-Mikeļševics Lūkass Krasts Lettland   | Juri Gatt Riccardo Schöpf Österrike              | Moritz Jäger Valentin Steudte Tyskland         |
| 2023 | Bludenz              | Kaspars Rinks Vitālijs Jegorovs Lettland            | Moritz Jäger Valentin Steudte Tyskland           | Marcus Mueller Ansel Haugsjaa USA              |
| 2024 | Lillehammer          | Marcus Mueller Ansel Haugsjaa USA                   | Philipp Brunner Manuel Weissensteiner Italien    | Raimonds Baltgalvis Vitālijs Jegorovs Lettland |
| 2025 | Sankt Moritz         | Silas Sartor Liron Raimer Tyskland                  | Louis Grünbeck Maximilian Kührt Tyskland         | Raimonds Baltgalvis Uldis Jakseboga Lettland   |

### Damdubbel
| År   | Ort          | Guld                                     | Silver                                       | Brons                                      |
| 2022 | Winterberg   | Luisa Romanenko Pauline Patz Tyskland    | Marta Robežniece Kitija Bogdanova Lettland   | Viktorija Ziediņa Selīna Zvilna Lettland   |
| 2023 | Bludenz      | Viktorija Ziediņa Selīna Zvilna Lettland | Lisa Zimmermann Dorothea Schwarz Österrike   | Marta Robežniece Kitija Bogdanova Lettland |
| 2024 | Lillehammer  | Elisa-Marie Storch Pauline Patz Tyskland | Viktorija Ziediņa Selīna Zvilna Lettland     | Marie Riedl Nina Lerch Österrike           |
| 2025 | Sankt Moritz | Elisa-Marie Storch Pauline Patz Tyskland | Alexandra Oberstolz Katharina Kofler Italien | Sarah Pflaume Lina Peterseim Tyskland      |

### Lagtävling
| År   | Ort                  | Guld | Silver | Brons |
| 1991 | Schönau am Königssee | Tyskland Ralf Kutzner Norbert Gatz Barbara Niedernhuber Jean Roos Jens Tauscher / René Hohner                 | Sovjetunionen Oleg Ermolin Aleksandr Russak Tat'jana Baluch Albina Sačarova Danil Čaban / Andrej Klimentiev        | Österrike Markus Neyer Rainer Margreiter Sonja Manzenreiter Tanja Painsi Markus Schiegl / Tobias Schiegl           |
| 1992 | Sapporo              | Tyskland Marco Prisky Sebastian Schiffner Barbara Niedernhuber Sibylle Kühne Sven Oschkenat / Sandy Kokot     | Österrike Markus Neyer Rainer Margreiter Sonja Manzenreiter Tanja Painsi Markus Schiegl / Tobias Schiegl           | USA Lawrence Dolan Robert Pipkins Bethany Calcaterra Renee Lyers Dan Warren / Brian Martin                         |
| 1993 | Sigulda              | Tyskland Ronny Heitmann Felix Penner Barbara Niedernhuber Sandra Prokoff Tobias Viertel / Michael Osterloh    | Ryssland Aleksandr Zubkov Vitalij Nugaev Irina Ščerbakova Ekaterina Voronova Danil Čaban / Andrej Klimentiev       | Lettland Sandris Bērziņš Guntis Rēķis Arnita Cipule Anita Zamuele Andris Neparts / Sandris Bērziņš                 |
| 1994 | Igls                 | Österrike Markus Kleinheinz Rainer Margreiter Simone Eder Sonja Manzenreiter Markus Fluckinger / Hannes Egger | Ryssland Danil Čaban Aleksandr Zubkov Elena Leskina Ekaterina Voronova Danil Čaban / Aleksandr Zubkov              | USA Lawrence Dolan Adam Heidt Amanda Agnew Bethany Calcaterra Christian Niccum / Matthew McClain                   |
| 1995 | Lake Placid          | USA Tony Benshoof Lawrence Dolan Maryann Baribault Alice Trend Christian Niccum / Matthew McClain             | Tyskland Ronny Heitmann Felix Penner Claudia Schramm Heike Schüler André Florschütz / Falk Rossmann                | Ryssland Sergej Lozinskij Aleksandr Maslenicin Elena Leskina Ulla Popova Nikolaj Bogovič / Vasilij Sutko           |
| 1996 | Calgary              | USA Josh Benshoof Adam Heidt Maryann Baribault Rebecca Wilczak Christian Niccum / Matthew McClain             | Tyskland Denis Geppert Michael Schäfer Gabi Bender Sonja Wiedemann Michael Sachse / Nico Zink                      | Österrike Stefan Dichtl Markus Kleinheinz Veronika Halder Melanie Penz Markus Kleinheinz / Alexander Reutz         |
| 1997 | Oberhof              | Tyskland Robert Fegg Henning Kirchner Britta Steinmetz Anke Wischnewski Michael Sachse / Nico Zink            | Italien Christian Oberstolz Andreas Soppelsa Doris Preindl Nadja Unterholzner Christian Oberstolz / Patrick Gruber | Ryssland Konstantin Aladašvili Sergej Lozinskij Anna Baikalova Margarita Klimenko Maksim Gričan / Evgenij Chabarov |
| 1998 | Sigulda              | Tyskland Robert Fegg Henning Kirchner Britta Steinmetz Anke Wischnewski Sebastian Schmidt / André Forker      | Lettland Mārtiņš Rubenis Nauris Skraustiņš Arnita Ancena Christina Pudogina Vilnis Ozoliņš / Jānis Mozajevs        | USA Christian Niccum Nicholas Sullivan Maryann Baribault Courtney Zablocki Christian Niccum / Matthew McClain      |
| 1999 | Igls                 | Österrike Martin Abentung Veronika Halder Andreas Linger / Wolfgang Linger                                    | Kanada Kyle Connelly Nicole Simon Grant Albrecht / Mike Moffat                                                     | USA Nicholas Sullivan Rebecca Wilczak Patrick Anderson / John Laflam                                               |
| 2000 | Altenberg            | Tyskland 2 Jan Eichhorn Tatjana Hüfner Christian Pfalz / Martin Biedermann                                    | Tyskland 1 David Möller Julia Schäfer Steffen Reuter / Alexander Blaschek                                          | Österrike 1 Martin Abentung Veronika Halder Andreas Linger / Wolfgang Linger                                       |
| 2001 | Lillehammer          | USA 1 Patrick Anderson Nicole Oliveira Patrick Anderson / Brian Wohlleb                                       | USA 2 Jonathan Myles Courtney Zablocki Preston Griffall / Dan Joye                                                 | Österrike Martin Abentung Nina Reithmayer Andreas Linger / Wolfgang Linger                                         |
| 2002 | Igls                 | Tyskland 2 David Möller Tatjana Hüfner Franz König / Christian Kontny                                         | Tyskland 1 Patrick Schürer Anja Eberhardt Marcel Lorenz / Christian Baude                                          | Österrike Anton Hörhager Nina Reithmayer Peter Penz / Georg Fischler                                               |
| 2003 | Schönau am Königssee | USA Logan Gastio Julia Clukey Preston Griffall / Dan Joye                                                     | Tyskland Andreas Graitl Corinna Martini Tobias Wendl / Tobias Arlt                                                 | Österrike Daniel Pfister Nina Reithmayer Peter Penz / Georg Fischler                                               |
| 2004 | Calgary              | Tyskland Andreas Graitl Natalie Geisenberger Tobias Wendl / Tobias Arlt                                       | Österrike Daniel Pfister Nina Reithmayer Peter Penz / Georg Fischler                                               | USA Logan Gastio Erin Hamlin Matthew Mortensen / Garon Thorne                                                      |
| 2005 | Winterberg           | Tyskland Johannes Ludwig Natalie Geisenberger Tobias Wendl / Tobias Arlt                                      | Kanada Mike Jepson Meaghan Simister Marshall Savill / Aaron Christesen                                             | Ryssland Valerij Bespalov Viktorija Knejb Dmitrij Chamkin / Vladimir Boitsov                                       |
| 2006 | Altenberg            | Tyskland Felix Loch Stefanie Sieger Tobias Wendl / Tobias Arlt                                                | USA Christopher Mazdzer Megan Sweeney Christopher Mazdzer / Garon Thorne                                           | Ryssland Valerij Bespalov Ksenija Cyplakova Vladislav Južakov / Vladimir Machnutin                                 |
| 2007 | Cesana Torinese      | Tyskland Felix Loch Natalie Geisenberger Toni Eggert / Marcel Oster                                           | USA Christopher Mazdzer Megan Sweeney Christopher Mazdzer / Jayson Terdiman                                        | Lettland Kristaps Maurinš Agnese Koklača Oskars Gudramovičs / Pēteris Kalniņš                                      |
| 2008 | Lake Placid          | USA Christopher Mazdzer Kate Hansen Christopher Mazdzer / Jayson Terdiman                                     | Tyskland Robert Fischer Lisa Liebert Toni Eggert / Marcel Oster                                                    | Österrike Manuel Pfister Birgit Platzer Reinhard Egger / David Schweiger                                           |
| 2009 | Nagano               | Tyskland Julian von Schleinitz Madeleine Teuber Nico Walther / Nico Grünneker                                 | USA Robert Huerbin Kate Hansen Trent Matheson / Taylor Morris                                                      | Ryssland Georgij Talijpov Tat'jana Ivanova Aleksandr Denis'ev / Vladislav Antonov                                  |
| 2010 | Igls                 | Tyskland Julian von Schleinitz Carina Schwab Nico Walther / Nico Grünneker                                    | Italien Dominik Fischnaller Sandra Gasparini Ludwig Rieder / Patrick Rastner                                       | USA Robert Huerbin Kate Hansen Shane Hook / Zachary Clark                                                          |
| 2011 | Oberhof              | Tyskland Julian von Schleinitz Dajana Eitberger Nico Grüßner / Toni Förtsch                                   | Italien Dominik Fischnaller Maria Messner Ludwig Rieder / Patrick Rastner                                          | USA Taylor Morris Kate Hansen Jacob Hyrns / Andrew Sherk                                                           |
| 2012 | Schönau am Königssee | Tyskland Georg Reumschüssel Aileen Frisch Nico Grüßner / Toni Förtsch                                         | Ryssland Vladimir Pitilimov Ekaterina Baturina Andrej Bogdanov / Andrej Medvedev                                   | Italien Dominik Fischnaller Maria Messner Florian Gruber / Simon Kainzwaldner                                      |
| 2013 | Park City            | Italien Dominik Fischnaller Sandra Robatscher Florian Gruber / Simon Kainzwaldner                             | Tyskland Florian Berkes Caroline von Schleinitz Tim Brendel / Florian Funk                                         | USA Tucker West Emily Sweeney Tyler Andersen / Anthony Espinoza                                                    |
| 2014 | Igls                 | Österrike David Gleirscher Nina Prock Thomas Steu / Lorenz Koller                                             | USA Tucker West Summer Britcher Justin Krewson / Tristan Jeskanen                                                  | Ryssland Aleksandr Stepičev Lilija Burmistrova Evgenij Evdokimov / Aleksej Grošev                                  |
| 2015 | Lillehammer          | Lettland Kristers Aparjods Ulla Zirne Kristens Putins / Kārlis Krišs Matuzels                                 | Ryssland Roman Repilov Viktorija Demčenko Evgenij Evdokimov / Aleksej Grošev                                       | Österrike Jonas Müller Madeline Egle David Trojer / Phillip Knoll                                                  |
| 2016 | Winterberg           | Tyskland Maximilian Jung Julia Taubitz Florian Löffler / Manuel Stiebing                                      | USA Jonathan Gustafson Gracie Weinberg Benjamin Farquharson / Christian Colaiezzi                                  | Österrike Nico Gleirscher Sarah Tomaselli David Trojer / Phillip Knoll                                             |
| 2017 | Sigulda              | Ryssland Evgenij Petrov Tat'jana Cvetova Vsevolod Kaškin / Konstantin Koršunov                                | Tyskland Max Langenhan Jessica Tiebel Hannes Orlamünder / Paul Gubitz                                              | Österrike Nico Gleirscher Madeleine Egle Florian Schmid / Fabian Strickner                                         |
| 2018 | Altenberg            | Tyskland Max Langenhan Jessica Tiebel Hannes Orlamünder / Paul Gubitz                                         | Ryssland Daniil Lebedev Tat'jana Cvetova Vsevolod Kaškin / Konstantin Koršunov                                     | Italien Leon Felderer Verena Hofer Ivan Nagler / Fabian Malleier                                                   |
| 2019 | Igls                 | Österrike Bastian Schulte Lisa Schulte Juri Gatt / Riccardo Schöpf                                            | Tyskland Max Langenhan Cheyenne Rosenthal Hannes Orlamünder / Paul Gubitz                                          | Ryssland Aleksej Dmitriev Tat'jana Cvetova Dmitrij Bučnev / Daniil Kil'seev                                        |
| 2020 | Oberhof              | Tyskland Moritz Bollmann Jessica Degenhardt Max Ewald / Jakob Jannusch                                        | Lettland Gints Bērziņš Elīna Ieva Vītola Eduards Ševics-Mikeļševics / Lūkass Krasts                                | Ryssland Matvej Perestoronin Djana Loginova Dmitrij Bučnev / Daniil Kil'seev                                       |
| 2021 | Winterberg           | inställd på grund av covid-19-pandemin                                                                        | inställd på grund av covid-19-pandemin                                                                             | inställd på grund av covid-19-pandemin                                                                             |
| 2022 | Winterberg           | Tyskland Florian Müller Jessica Degenhardt Moritz Jäger / Valentin Steudte                                    | Ryssland Matvej Perestoronin Sofija Mazur Michail Karnauchov / Jurij Čirva                                         | Lettland Kaspars Rinks Zane Kaluma Eduards Ševics-Mikeļševics / Lūkass Krasts                                      |
| 2023 | Bludenz              | Tyskland Marco Leger Anka Jänicke Moritz Jäger / Valentin Steudte                                             | Ukraina Danyil Martsinovskyi Julianna Tunytska Vadym Mykyievych / Bohdan Babura                                    | Lettland Kaspars Rinks Zane Kaluma Raimonds Baltgalvis / Krišjānis Brūns                                           |
| 2024 | Lillehammer          | Tyskland Marco Leger Antonia Pietschmann Pascal Kunze / Max Trippner                                          | USA Matthew Greiner Emma Erickson Marcus Mueller / Ansel Haugsjaa                                                  | Österrike Noah Kallan Barbara Allmaier Johannes Scharnagl / Moritz Schiegl                                         |
| 2025 | Sankt Moritz         | Österrike Annina Grundböck Paul Socher Johannes Scharnagl / Moritz Schiegl                                    | Tyskland Josephine Buse Marco Leger Silas Sartor / Liron Raimer                                                    | Lettland Margita Sirsniņa Edvards Marts Markitāns Raimonds Baltgalvis / Uldis Jakseboga                            |

## Medaljtabell
| Nr                   | Nation               | Guld | Silver | Brons | Totalt |
| -------------------- | -------------------- | ---- | ------ | ----- | ------ |
| 1                    | Tyskland             | 76   | 58     | 45    | 179    |
| 2                    | USA                  | 20   | 20     | 24    | 64     |
| 3                    | Österrike            | 17   | 17     | 25    | 59     |
| 4                    | Italien              | 10   | 14     | 14    | 38     |
| 5                    | Ryssland             | 9    | 16     | 19    | 44     |
| 6                    | Lettland             | 9    | 6      | 13    | 28     |
| 7                    | Östtyskland          | 5    | 8      | 3     | 16     |
| 8                    | Sovjetunionen        | 4    | 4      | 4     | 12     |
| 9                    | Västtyskland         | 3    | 1      | 1     | 5      |
| 10                   | Tjeckoslovakien      | 1    | 1      | 0     | 2      |
| 10                   | Ukraina              | 1    | 1      | 0     | 2      |
| 12                   | Kanada               | 0    | 9      | 5     | 14     |
| 13                   | Polen                | 0    | 0      | 1     | 1      |
| 13                   | Slovakien            | 0    | 0      | 1     | 1      |
| Totalt (14 nationer) | Totalt (14 nationer) | 155  | 155    | 155   | 465    |